# زلزال زهان (2012)
زلزال زُهان  هو زلزال بلغت شدته 5.6 على مقياس درجة العزم في مدينة زُهان، قاين و بیرجند في محافظة محافظة خراسان الجنوبية بإيران في اليوم 5 من شهر ديسمبر من عام 2012 م في الساعة (20:38) بتوقيت إيران و ( الساعة 17:08 بتوقيت UTC ) وقد تسبب في مقتل 8 أشخاص و جرح 23 و مفقود واحد، وقد بلغت هزته الارتدادية حوالي 12 هزة .